# Evan Peters
Evan Thomas Peters (n. 20 ianuarie 1987, Saint Louis, Missouri, SUA) este un actor american, cunoscut pentru rolurile multiple de pe programul FX - serialul American Horror Story, fiind principalul membru al echipei de la debutul său din 2011, precum și pentru rolul său ca mutant din filmul X-Men.
A debutat ca actor în anul 2004, în filmul Clipping Adam și a jucat în seria Invasion din 2005-2006.

## Viața timpurie
Evan Peters s-a născut în St. Louis, Missouri și a crescut într-o suburbie din Ballwin. Este fiul lui Julie și Phil Peters, tatăl său fiind vice-președinte al administrației Charles Stewart Mott Foundation.
Peters a fost crescut într-o familie de religie romano-catolică și a urmat cursurile la o școala primară catolică. El are un frate, pe Andrew. În anul 2001, Peters s-a mutat cu familia sa în Grand Blanc, Michigan, și a urmat cursuri de actorie. El a studiat la Grand Blanc High School, înainte de a se muta împreună cu mama sa la Los Angeles, la vârsta de 15 ani, pentru a-și urma cariera în actorie.

## Filmografie

### Film
| An   | Film                                       | Rolul                        | Note                 |
| ---- | ------------------------------------------ | ---------------------------- | -------------------- |
| 2004 | Clipping Adam                              | Adam Sheppard                |                      |
| 2004 | Sleepover                                  | Russell "SpongeBob" Hayes    |                      |
| 2007 | An American Crime                          | Ricky Hobbs                  |                      |
| 2007 | Mama's Boy                                 | Keith                        |                      |
| 2008 | Remarkable Power                           | Ross                         |                      |
| 2008 | Grădini de Noapte                          | Brian / Rachel               |                      |
| 2008 | Never Back Down                            | Max Cooperman                |                      |
| 2010 | Kick-Ass                                   | Todd Haynes                  |                      |
| 2011 | Never Back Down 2: The Beatdown            | Max Cooperman                |                      |
| 2011 | Queen                                      | Smecherasul                  | Film de scurt metraj |
| 2011 | The Good Doctor                            | Donny Nixon                  |                      |
| 2014 | Adult World                                | Alex                         |                      |
| 2014 | X-Men: Days of Future Past                 | Peter Maximoff / Quicksilver |                      |
| 2015 | The Lazarus Effect                         | Clay                         |                      |
| 2015 | Safelight                                  | Charles                      |                      |
| 2016 | Elvis & Nixon                              | Dwight Chapin                |                      |
| 2016 | X-Men: Apocalypse                          | Peter Maximoff / Quicksilver |                      |
| 2017 | Dabka                                      | Jay Bahadur                  | În post-producție    |
| 2018 | X-Men: Dark Phoenix                        | Peter Maximoff / Quicksilver | Filmare              |
| 2018 | American Animals                           | În post-producție            |                      |
| 2022 | Dahmer – Monster: The Jeffrey Dahmer Story | Jeffrey Dahmer               | Serial               |

### Televiziune
| An        | Titlu                               | Rolul                   | Note                                        |
| --------- | ----------------------------------- | ----------------------- | ------------------------------------------- |
| 2004      | The Days                            | Cooper Day              | 6 episoade                                  |
| 2004-2005 | Phil of the Future                  | Seth Wosmer             | 5 episoade                                  |
| 2005-2006 | Invasion                            | Jesse Varon             | 21 de episoade                              |
| 2008      | Dirt                                | Craig Sper              | Episod: "Dumnezeu să Binecuvânteze Copilul" |
| 2008      | Without a Trace                     | Craig Baskin            | Episod: "Un Drum"                           |
| 2008      | Monk                                | Eric Tavela             | Episodul: "Dl Monk și Geniu"                |
| 2008      | House                               | Oliver                  | Episod: "Ultimul Resort"                    |
| 2008-2009 | One Tree Hill                       | Jack Daniels            | 6 episoade                                  |
| 2009      | Off the Clock                       | Evreu                   | Episod: "Gorgonzola y Pinto"                |
| 2009      | Ghost Whisperer                     | Dylan                   | Episod: "Excesivă A Forțelor"               |
| 2010      | Criminal Minds                      | Charlie Hillridge       | Episod: "Mosley Lane"                       |
| 2010      | The Mentalist                       | Oliver McDaniel         | Episod: "18-5-4"                            |
| 2010      | La birou                            | Luke Cooper             | Episod: „Nepotism”                          |
| 2011      | Parenthood                          | Brandon                 | Episod: "Noul Plan"                         |
| 2011      | La Vedere                           | Joey Roston/Joey Wilson | Episod: "Nebun Ca un Martor"                |
| 2011      | American Horror Story: Murder House | Tate Langdon            | 12 episoade                                 |
| 2012-2013 | American Horror Story: Asylum       | Kit Walker              | 13 episoade                                 |
| 2013-2014 | American Horror Story: Coven        | Kyle Spencer            | 11 episoade                                 |
| 2014-2015 | American Horror Story: Freak Show   | Jimmy Dragă             | 13 episoade                                 |
| 2015-2016 | American Horror Story: Hotel        | James Patrick Martie    | 10 episoade                                 |
| 2015      | China, IL                           | Clint                   | Episod: "Magic Pet"                         |
| 2016      | American Horror Story: Roanoke      | Edward Phillipe Mott    | Episod: "Capitolul 5"                       |
| 2016      | American Horror Story: Roanoke      | Rory Monahan            | 3 episoade                                  |
| 2017      | American Horror Story: Cult         | Kai Anderson            | 11 episoade                                 |

### Comerciale
| An   | Titlu                         | Rolul                        | Note                                             |
| ---- | ----------------------------- | ---------------------------- | ------------------------------------------------ |
| 2016 | Cer Fibre – X-Men: Apocalypse | Peter Maximoff / Quicksilver | Stabilit după evenimentele din X-Men: Apocalypse |

## Legaturi externe
- Evan Peters la Internet Movie Database